# Ultimo piano
Ultimo piano è il quinto album in studio del rapper italiano Dani Faiv pubblicato il 15 dicembre 2023 dalla Columbia Records.
L'album è stato poi ripubblicato il 12 luglio anche in formato fisico con il titolo Ultimo piano B, con l'aggiunta di otto ulteriori tracce.

## Tracce
1. Ragnatela – 1:43
2. Di Natale – 2:29
3. E.T.A. (feat. J Balvin e Geolier) – 2:55
4. Barca a vela (feat. Silent Bob) – 2:42
5. Booty (feat. VillaBanks) – 3:15
6. Indispensabile (feat. Federica Abbate) – 2:27
7. Dalmata (feat. Vale Lambo) – 2:43
8. Ultimo piano – 2:43

Tracce nella riedizione Ultimo piano B
1. Vivo per questo (piano B) – 2:50
2. Al sole (feat. Clara) – 2:38
3. James Brown (feat. Salmo) – 3:19
4. Miracolo – 2:39
5. Air Tag – 2:39
6. Senso di colpa (feat. Angelina Mango) – 3:14
7. Relazione complicata – 2:39
8. Esiste o no (feat. Nitro, Enri) – 2:47

Durata totale: 22:45

## Formazione
Musicisti
- Dani Faiv – voce
- J Balvin – voce aggiuntiva (traccia 3)
- Geolier – voce aggiuntiva (traccia 3)
- Silent Bob – voce aggiuntiva (traccia 4)
- VillaBanks – voce aggiuntiva (traccia 5)
- Federica Abbate – voce aggiuntiva (traccia 6)
- Vale Lambo – voce aggiuntiva (traccia 7)
- Clara – voce aggiuntiva (traccia 10)
- Salmo – voce aggiuntiva (traccia 11)
- Angelina Mango – voce aggiuntiva (traccia 14)
- Nitro – voce aggiuntiva (traccia 16)
- Enri – voce aggiuntiva (traccia 16)

Produzione
- 20jac – produzione (traccia 1)
- Gyard – produzione (traccia 1)
- Bryanmelz – produzione (traccia 1)
- Kanesh – produzione (traccia 2, 5)
- Strage – produzione (traccia 3, 4, 6, 7)
- Poison Beatz – produzione (traccia 3)
- Tisci – produzione (traccia 5)
- Linch – produzione (traccia 5)
- Salmo – produzione (traccia 8)

## Classifiche
| Classifica (2024) | Posizione massima |
| ----------------- | ----------------- |
| Italia            | 42                |